# Palais des Études

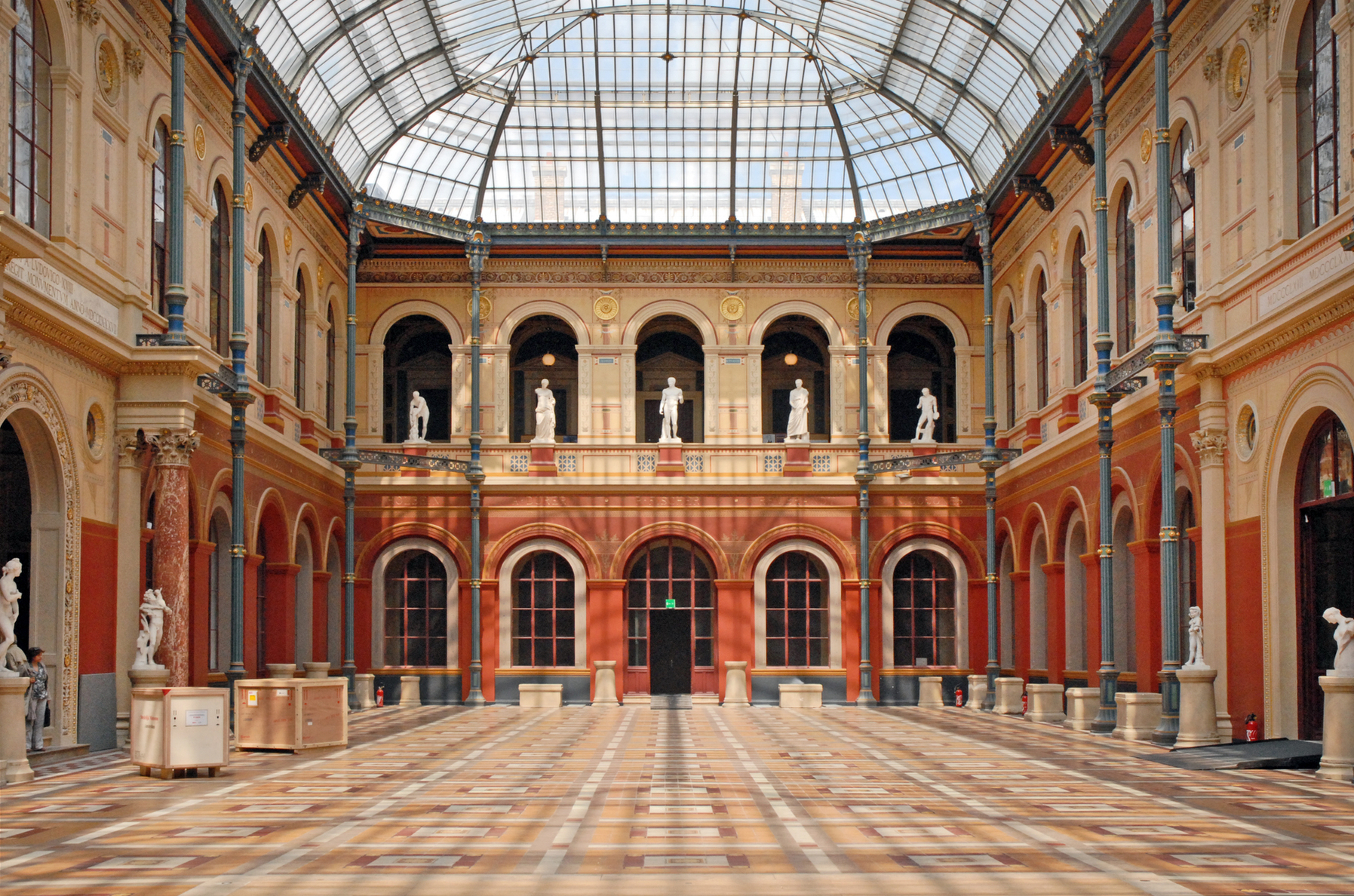
Cour vitrée

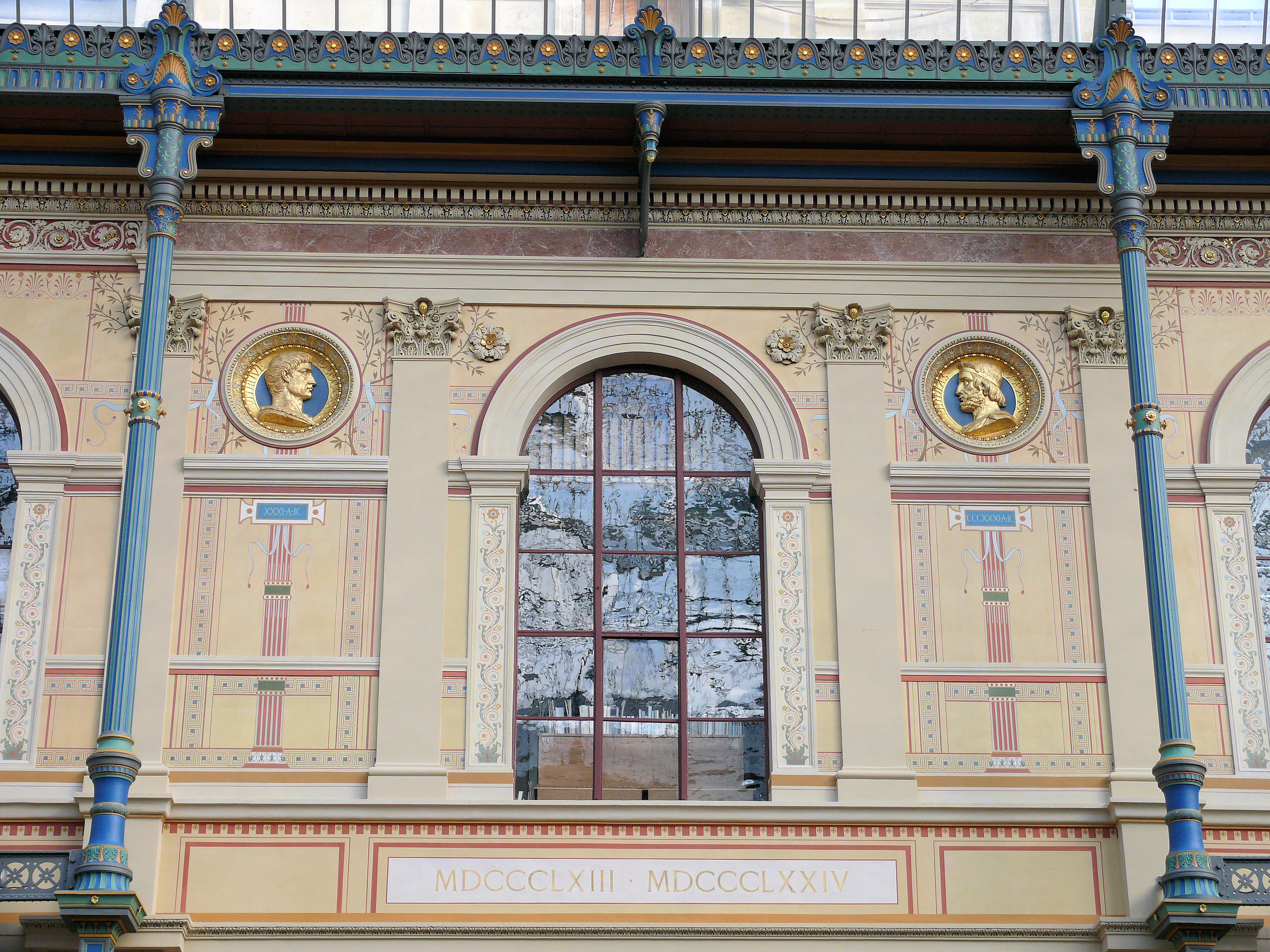
Cour vitrée

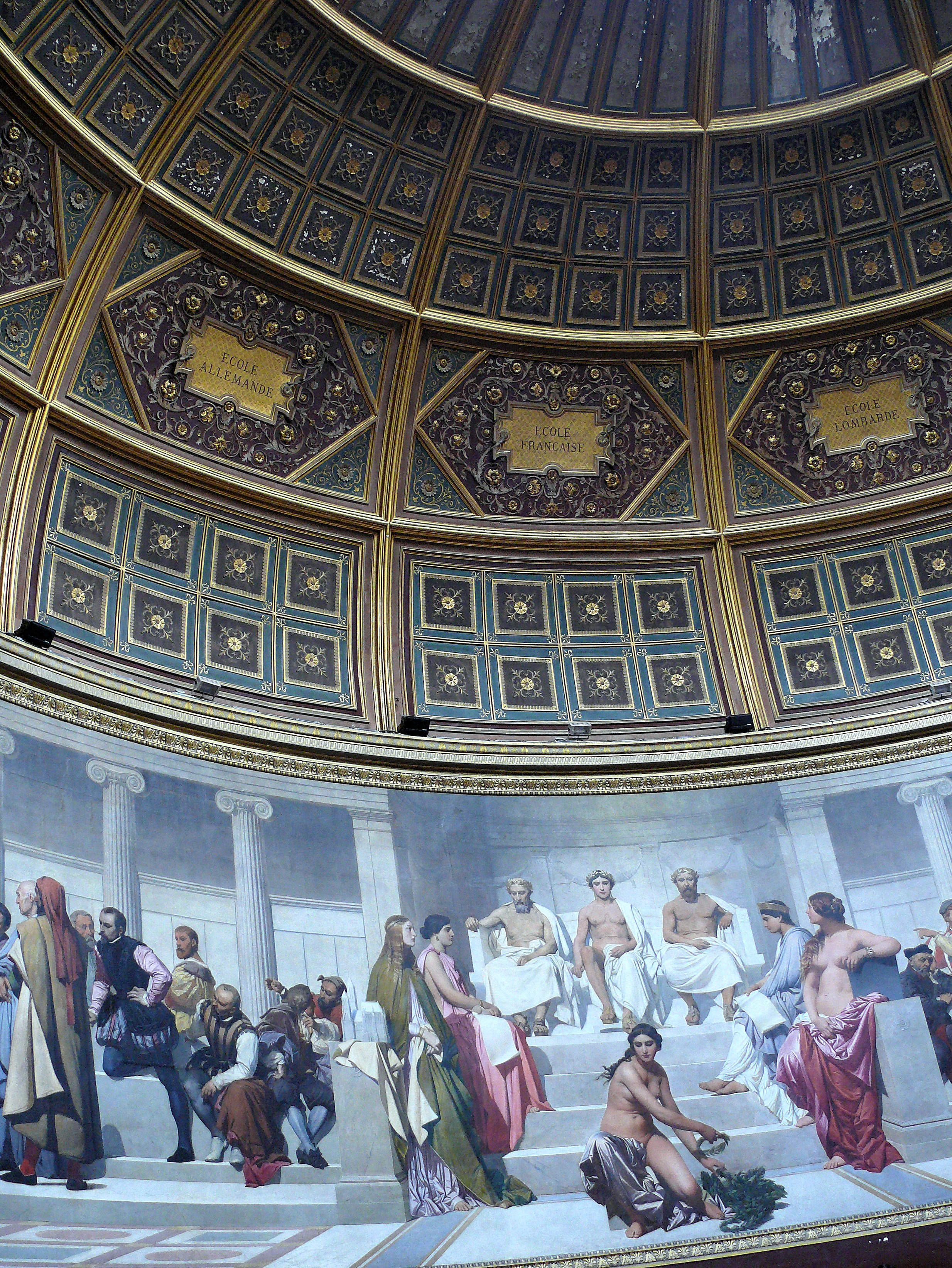
Amphithéâtre d'honneur

Le Palais des Études fait partie de l'école des Beaux-Arts de Paris.
Après le retour de Louis XVIII sur le trône, il a été décidé de fermer le musée des monuments français d'Alexandre Lenoir qui occupait l'ancien couvent des Petits-Augustins. Les lieux sont affectés à l'école des beaux-arts par ordonnance royale du 18 septembre 1816 après la fermeture du musée. Elle y est provisoirement installée. 

## Construction du Palais des Études

### Début de la construction par François Debret
En 1819, l'administration de l'école obtient que François Debret soit nommé architecte de l'école. Un projet définitif est adopté, que Debret avait élaboré d'après un programme rédigé par les professeurs de peinture, sculpture et d'architecture. 
Le 3 mai 1820, une partie des fondations ayant été réalisée jusqu'à hauteur du sol, la première pierre du nouveau bâtiment (bâtiment des Loges) est posée par le ministre de l'Intérieur Joseph Jérôme comte Siméon (1749-1842). Il construit le bâtiment des loges, à gauche du Palais des Études, entre 1820 et 1829. 
François Debret est nommé architecte de la basilique de Saint-Denis en 1832.

### Construction du Palais par Félix Duban
La nouvelle organisation de l'administration des bâtiments civils ne permet plus à un même architecte la conduite des travaux de deux monuments publics. Aussi l'achèvement des travaux est donné le 31 juillet 1832 à l'architecte Félix Duban qui a été l'élève de Debret et a épousé en 1808 Rosalie Duban, sa sœur. Il était jusque-là son adjoint. 
Comme le nom écrit au-dessus de la porte l'indique, Musée des Études, le bâtiment a été conçu pour présenter les moulages des modèles d'architecture, de copies d'antiques et des œuvres primées des élèves.
Le bâtiment initial de Duban possédait une cour ouverte. 
Le Magasin Pittoresque d'avril 1838 écrivait : « Nous avons déjà parlé du nouveau monument destiné à l'École royale des Beaux-Arts. Il était à peine commencé en 1834 ; il touche aujourd'hui à son entier achèvement. Ainsi, l'espace de quatre années aura suffi pour élever cet édifice, d'une exquise élégance, que l'on peut compter parmi les plus remarquables productions de l'architecture de notre époque, et qui établit si brillamment la réputation de M. Duban au talent duquel il a été judicieusement confié ... . On exposera dans tout le rez-de-chaussée du grand palais, des plâtres moulés sur les monuments grecs et romains de différentes époques et l'on y classera par ordre chronologique les modèles en relief des principaux monuments de tous les âges et de tous les pays. Une salle en hémicycle placée dans l'axe de l'édifice, sera décorée dans son pourtour d'une immense composition confiée au talent de M. Paul Delaroche. Le premier étage est occupé par de grandes salles destinées aux expositions annuelles de l'École et aux assemblées des professeurs. L'étage en attique recevra une bibliothèque de livres d'art ».
Il est terminé en 1839. L'architecte s'est inspiré de l'architecture de la Renaissance italienne, et en particulier, du palais de la Chancellerie à Rome.
Dans l'axe du Palais partant de l'entrée de l'école, à l'arrière, Duban a placé l'amphithéâtre d'honneur qui servait aux cérémonies officielles et à la remise des Grands prix de Rome. L'hémicycle est célèbre par la peinture de Paul Delaroche qui couvre la totalité du mur circulaire : La Renommée distribuant les couronnes terminée en 1841. Cette peinture regroupe des portraits imaginaires des peintres, sculpteurs et architectes les plus célèbres des écoles européennes depuis l'Antiquité. Albert Lenoire en donna une description dans "Paris dans sa splendeur sous Napoléon III" : « les plus célèbres artistes de tous les âges y sont figurés d'après les portraits les plus authentiques et dans les costumes des diverses nations auxquelles ils appartinrent; généralement assis sur des bancs ou exèdres surmontés d'une architecture simple et noble, ils forment un aréopage qui semble assister à la distribution des couronnes réservées aux jeunes lauréats de l'École. Au centre Phidias, Ictinus et Apelle président cette réunion d'hommes illustres : à leurs pieds, quatre figures debout, appuyées sur les balustrades, représentent allégoriquement l'Art grec, l'Art romain, puis ceux du Moyen Âge et de la Renaissance ; plus bas le génie des Arts prend les couronnes et les jette dans l'amphithéâtre aux heureux vainqueurs... »

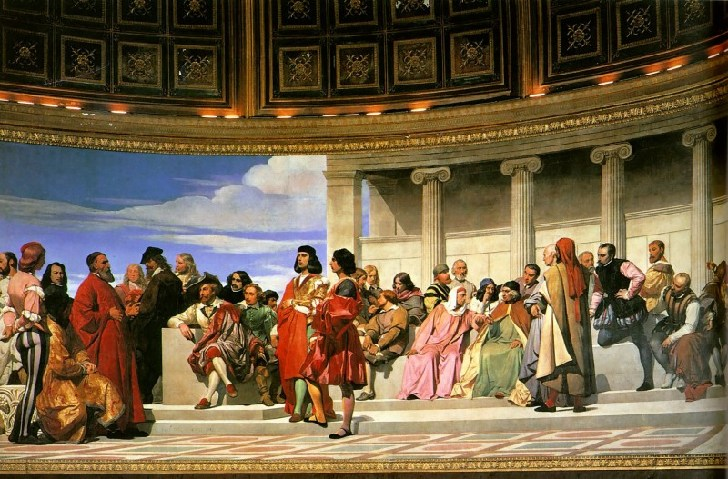
Aile gauche
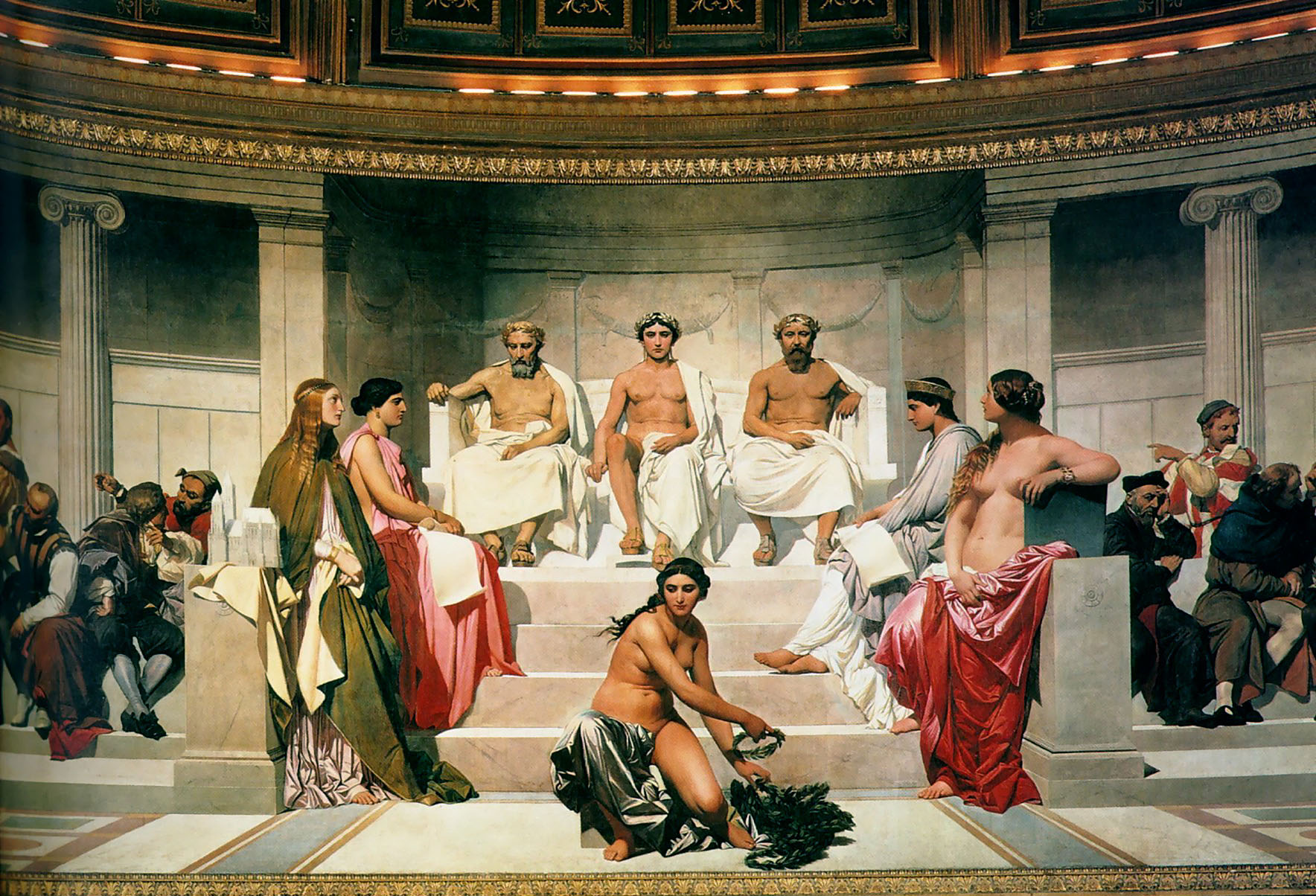
La fresque de Paul Delaroche
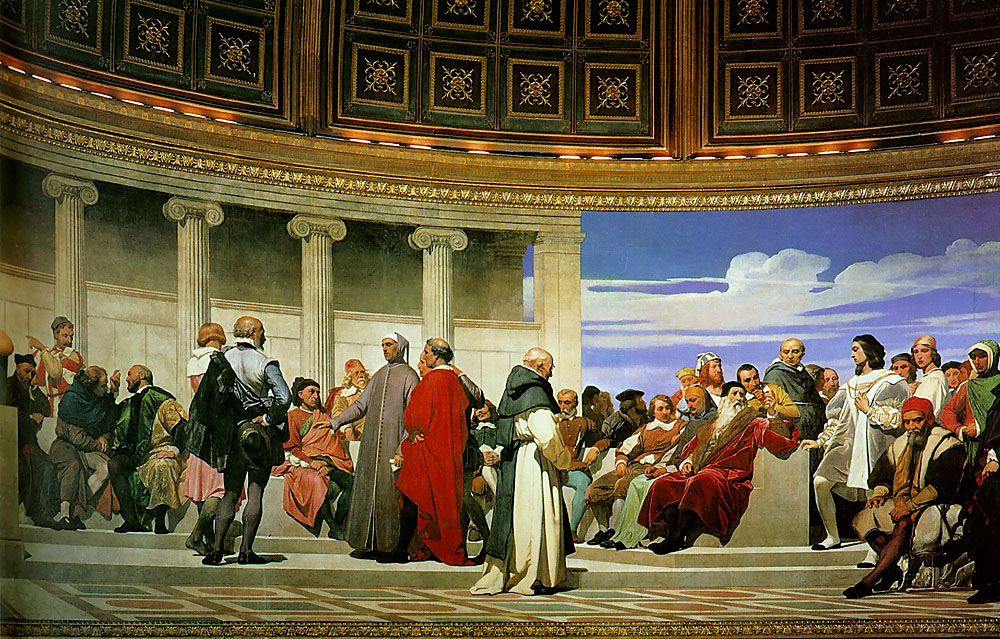
Aile droite

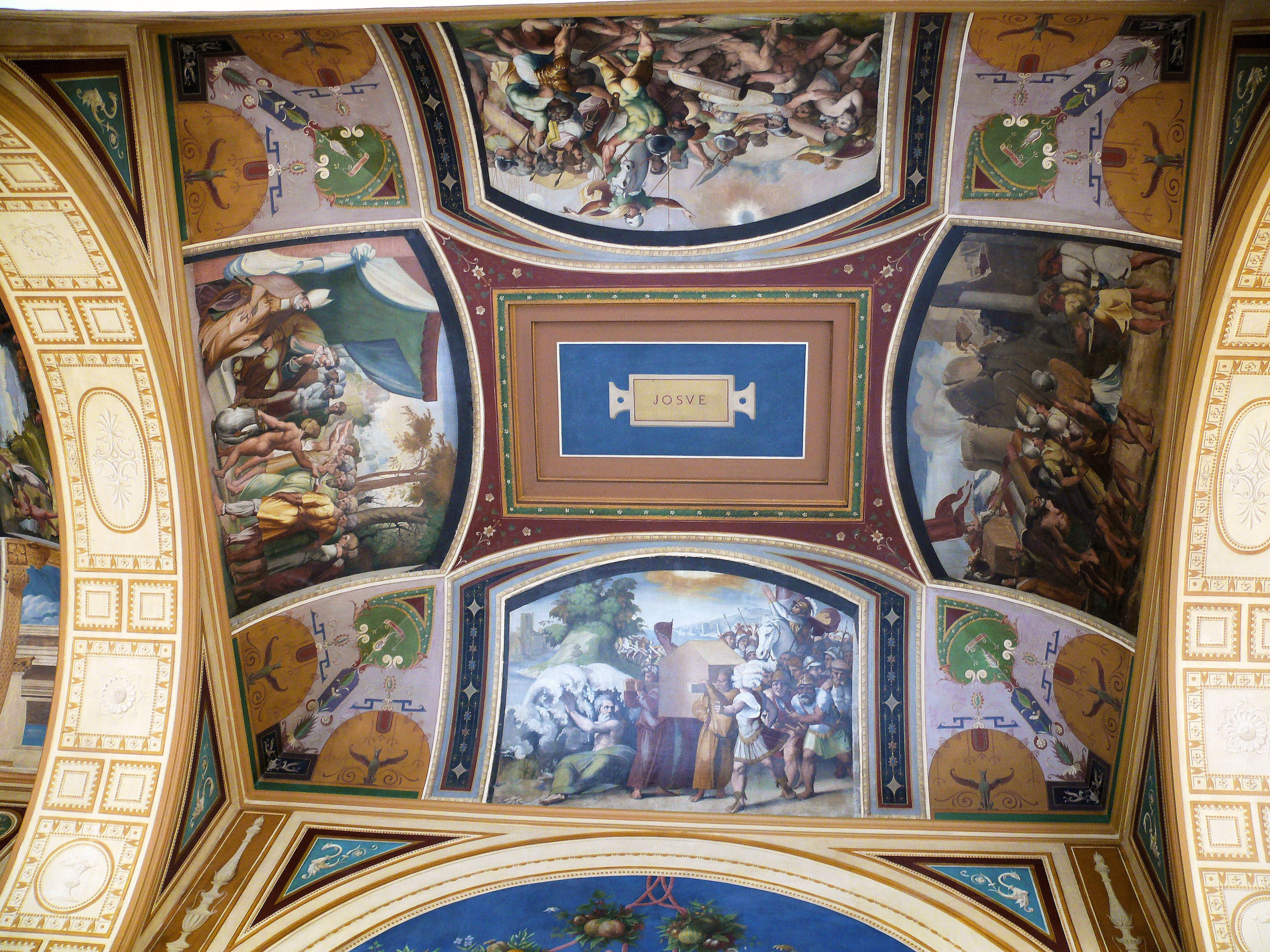
École des Beaux-Arts de Paris - Palais des Études - Galerie du 1er étage - Décoration de la voûte (détail)

Les galeries du premier étage sont décorées de copies des peintures exécutées par Raphaël en 1519 pour les Loges du Vatican réalisées par les frères Paul et Raymond Balze entre 1835 et 1840, à la demande d'Ingres, alors directeur de l'Académie de France à Rome. Les 52 copies sont exposées dès 1840 dans la chapelle de l'école. Ingres souhaitant une « destination monumentale » pour ces copies, Duban a proposé de les installer dans les galeries hautes du Palais des Études. Duban adapte ces copies à des galeries plus petites que les Loges originales. Il en a profité pour composer un décor personnel dans des tonalités plus sourdes que celles de Raphaël. L'École n'obtenant les crédits nécessaires que dix ans plus tard, la mise en place du décor est faite entre 1854 et 1855 par les peintres décorateurs Charles Chauvin et Camille-Auguste Gastine.
En 1861, les professeurs décidèrent d'installer une bibliothèque, confiée à Ernest Venet. On ne choisit pas de l'établir au second étage en attique comme prévu dans le plan initial. Félix Duban transforma la salle de présentation des maquettes d'architecture, au premier étage de l'aile est, en salle de lecture entre 1862 et 1863.

### Construction de la Cour vitrée

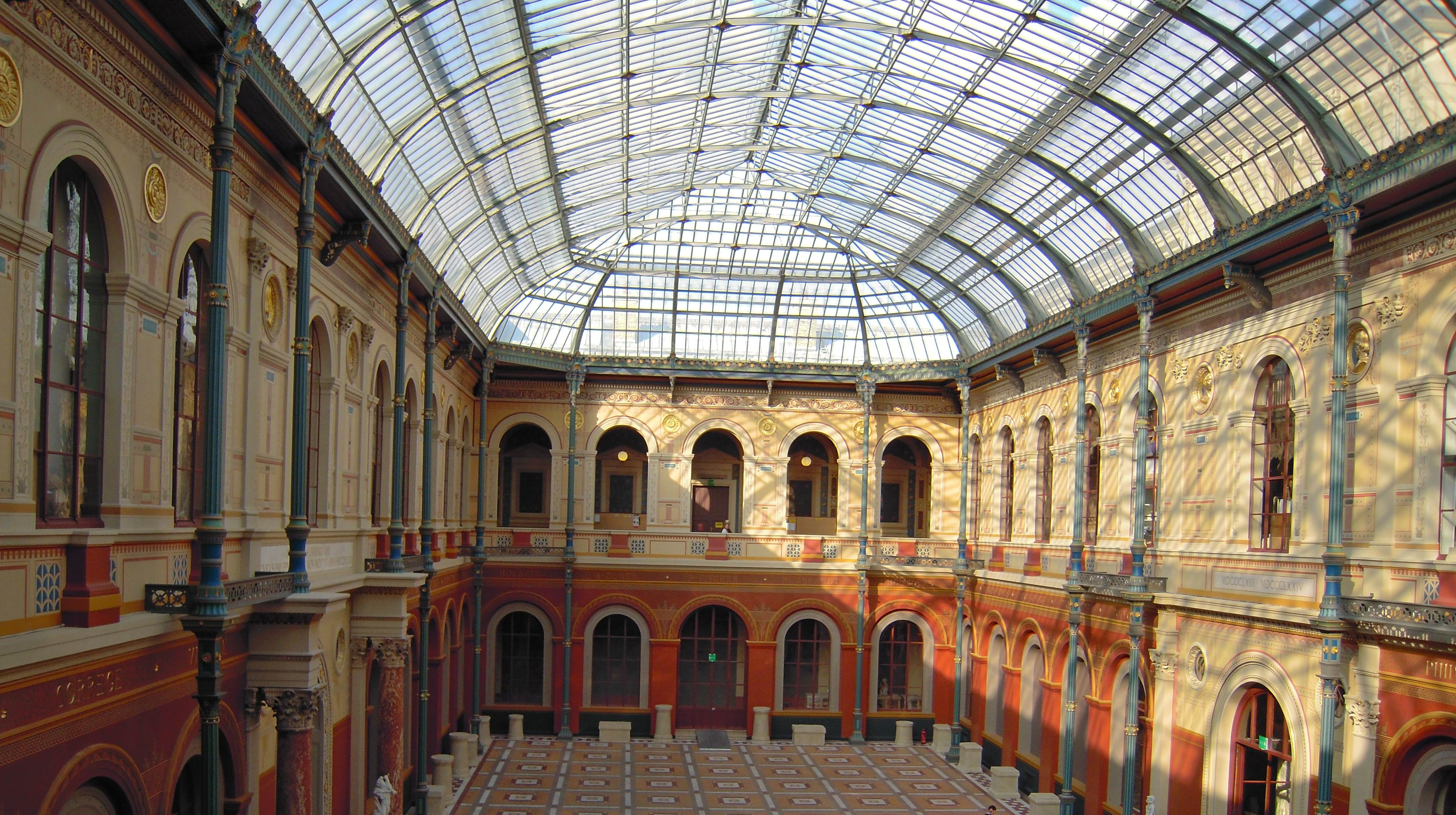
École des Beaux-Arts de Paris - Palais des Études - Cour vitrée

En 1863, Duban couvre la cour d'une charpente métallique et d'une couverture vitrée, réalisée par le serrurier Travers. Les fines colonnes creuses servant de gouttières sont placées à l'avant de la façade s'inspirent de découvertes faites à Pompéi. Le revêtement du sol est un carrelage en grès-cérame inventé par l'entrepreneur Daget.
Le 2 août 1867, Félix Duban annonce au ministre l'achèvement du bâtiment.
À la demande du ministre, il présenta le 30 avril 1870 un programme de présentation des moulages de sculptures dans la cour du Palais des Études, ainsi qu'une proposition de polychromie de la façade de la cour.
La mort de Duban à Bordeaux, au moment de la Commune de Paris, l'empêcha de terminer son programme. C'est son successeur Ernest-Georges Coquart qui va réaliser les travaux en installant plus largement la collection de moulages d'antiques et reprenant la décoration de la façade de la cour en la recouvrant d'un décor polychrome d'inspiration italienne.

### Musée des antiques

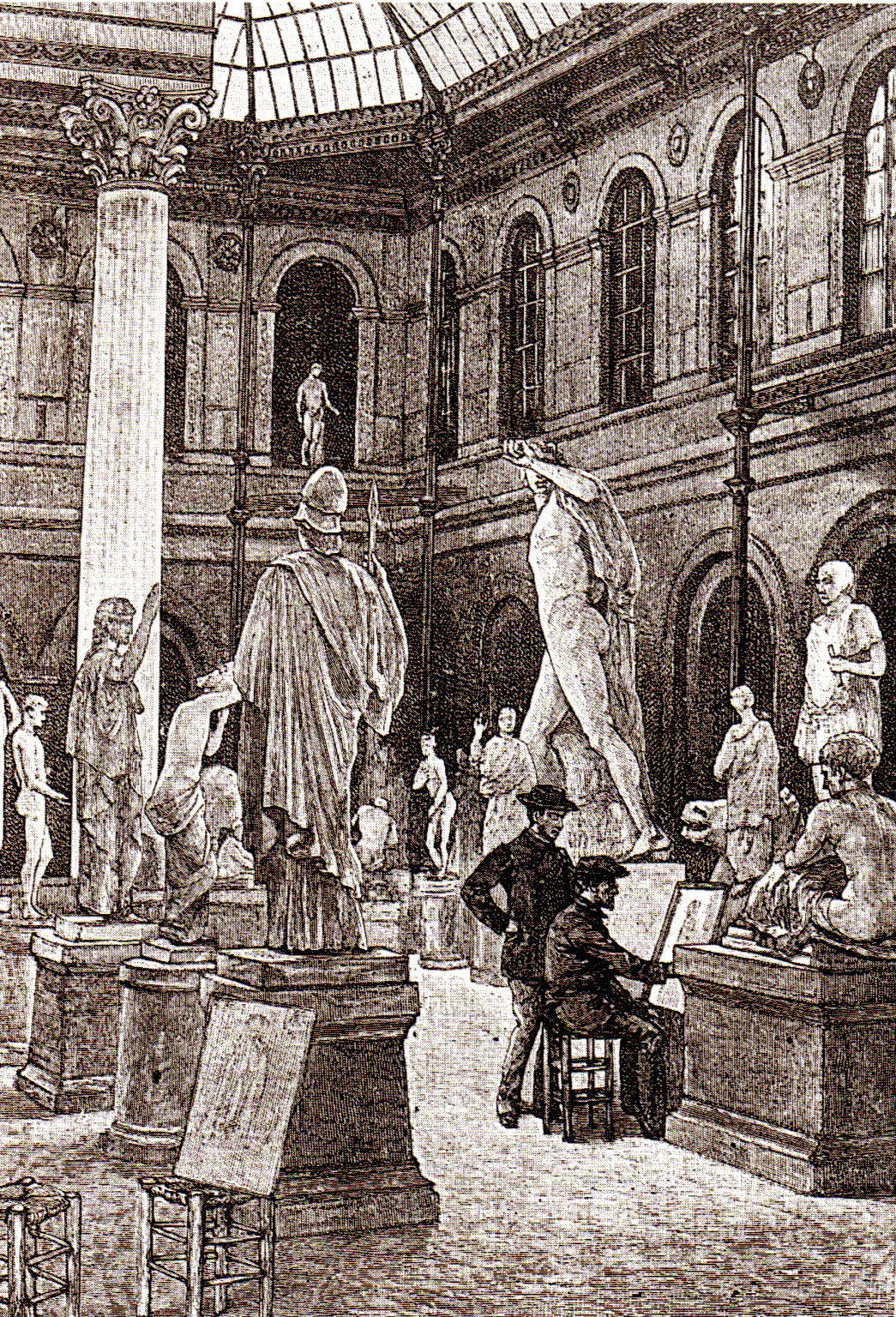
La cour vitrée avec des élèves dessinant d'après des moulages de chefs-d'œuvre antiques en 1888

Le Musée des antiques est inauguré en 1874. La Cour vitrée a alors abrité entre 80 et 100 fragments de tout ordre : les colonnes du Parthénon, celles de Jupiter Stator, les chevaux de Venise, ... Par la suite, des statues furent installées dans toutes les arcades. Derrière les statues apparaît une décoration de tons sombres copiant les Stanzes de Raphaël au Vatican. 
Le Palais des Études devait être pour Duban l'illustration d'un programme didactique faisant la synthèse de la Renaissance française et italienne, de la tradition et de la modernité au XIXe siècle.
Cette collection de copies a été en grande partie déménagée aux Petites Écuries du château de Versailles en 1971.

### Restauration de la cour vitrée
La cour vitrée est restaurée entre mars 2007 et fin 2008 sous la direction de l'architecte en chef des monuments historiques Benjamin Mouton, pour un budget de 5,2 millions d'euros.
Les décors métalliques de la frise et les consoles en zinc repoussé de la verrière monumentale ont été nettoyés par micro-abrasion afin de mettre le métal à nu et d'éliminer toutes traces de peintures ou d'oxydation. Après restauration, l'ensemble des décors a été traité par une peinture époxydique anti-corrosion et la mise en polychromie fut réalisée par le lot peinture décoration. La remise en place des décors s'est faite par un clouage sur les bois existants et par assemblage des éléments à l'aide de pattes en zinc, à l'identique du système de fixation d'origine.
La cour a retrouvé ses couleurs chaudes d'origine, murs rouges et ocre, sous la lumière généreuse de la verrière qui couvre intégralement cet espace de 800 m2.
La ministre de la Culture l'a inaugurée le 13 mai 2009. Une soixantaine de moulures, qui se trouvaient dans les Petites Écuries du château de Versailles, vont retrouver leur place d'origine dans la cour.